# Хачапуридзе, Георгий Васильевич
Гео́ргий Васи́льевич Хачапури́дзе (18 июня 1892, Чаниети Озургетского уезда Кутаисской губернии — 1 октября 1957, Тбилиси) — советский историк, специалист в области социально-политической истории Грузии XIX—XX веков. Член-корреспондент АН СССР с 28 января 1939 года по Отделению общественных наук (история). Академик АН Грузинской ССР (1941).

## Биография
Родился в семье бывшего русского солдата Василия Трофимовича Пирожкова и грузинской крестьянки из Гурии Марии Ивановны Антадзе. Окончил историко-филологический факультет Московского университета (1918). С 1918 года преподавал в Тифлисском (Тбилисском) университете, профессор (1932). Член РКП(б) с 1920 года. Доктор исторических наук (1935, без защиты). Часть работ опубликовал под фамилией отца.
В 1941 году при основании Академии наук Грузинской ССР был избран её действительным членом.

## Основные работы
Книги
- «Гурийское восстание в 1841 г.» (1931);
- «Очерки по истории рабочего и крестьянского движения в Грузии» (1932, в соавт. с Ф. Е. Махарадзе);
- «Борьба за пролетарскую революцию в Грузии: очерки (1917—1921)» (1936);
- «Грузинский народ в борьбе за свою свободу и независимость» (1943);
- «Большевики Грузии в боях за победу Советской власти» (1947; 2-е изд. 1951);
- «Советская Грузия» (1948);
- Хачапуридзе, Г. В. К истории Грузии первой половины XIX века : [арх. 29 ноября 2021] / Г. В. Хачапуридзе. — Тбилиси : Издательство «Заря Востока», 1950. — 564 p.;
- «Борьба грузинского народа за установление Советской власти» (1956)

Статьи
- «Закавказье накануне 1917 г.» // «Историк-марксист», 1933, № 5;
- «Грузия во второй половине XIX в.» // «Историк-марксист», 1940, № 8;
- «Революция 1905—1907 гг. в Грузии» // «Революция 1905—1907 гг. в национальных районах России» (1955)

## Награды
- орден Ленина (1953)
- орден Трудового Красного Знамени (10.06.1945)
- медаль «За оборону Кавказа»
- медаль «За доблестный труд в Великой Отечественной войне 1941—1945 гг.»»[1]